# Reichsbrücke
A Reichsbrücke (magyarul „Birodalmi híd”) Bécs leghíresebb hídja, ami összeköti Mexikoplatzot (Leopoldstadtban) a Duna szigetével és Donaustadttal. A Duna felett halad át. A jelenlegi (kétszintes feszített vasbeton gerenda szerkezetű) hidat 1977–1980 között építették, az 1976-ban összeomlott elődjének helyén.

## Története

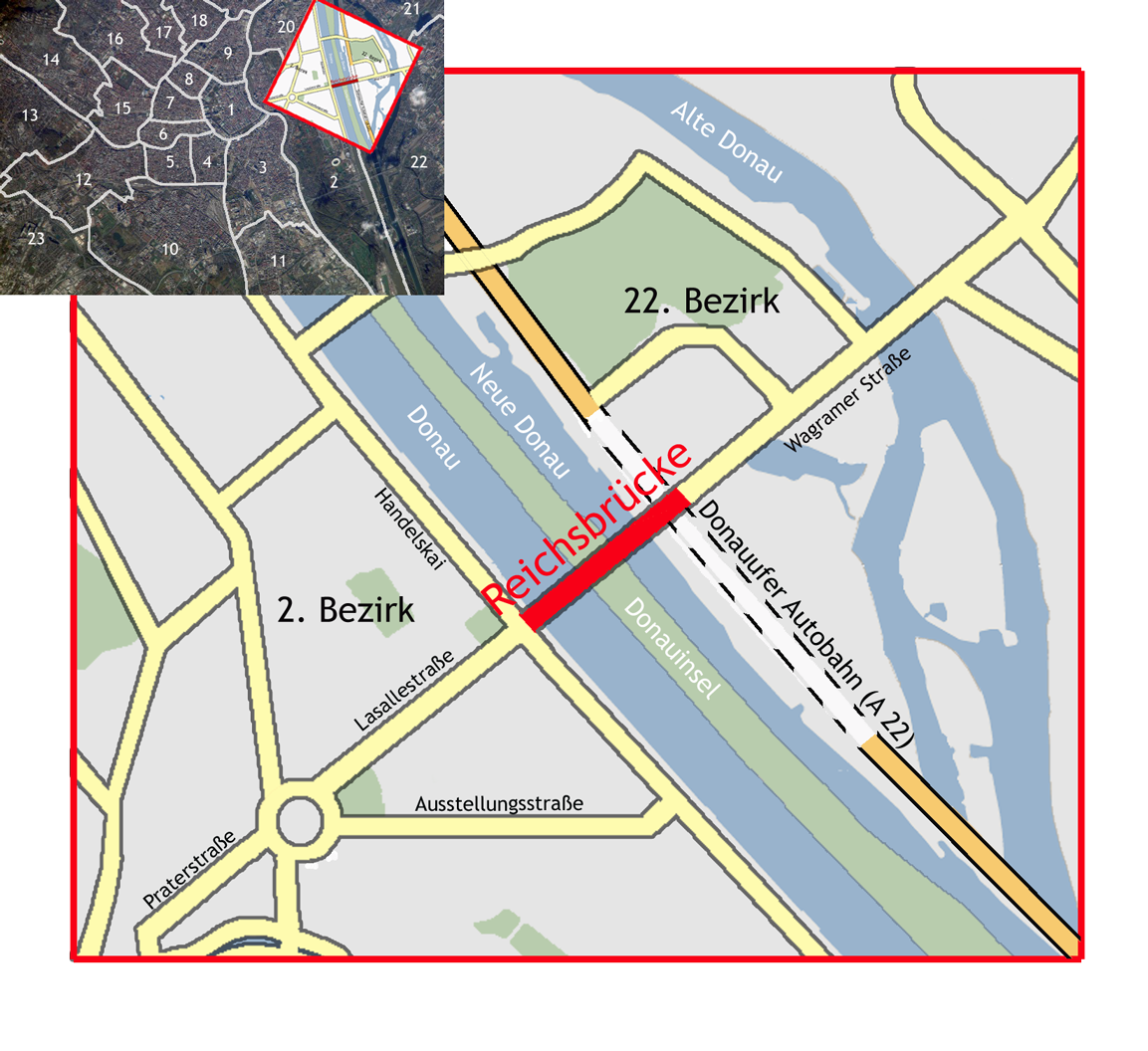
A híd elhelyezkedése

A jelenleg álló hidat 1980-ban adták át. Az ezen a helyen épült első híd 1876-tól 1937-ig volt használható állapotban. A második, 1937-ben épített híd függőhíd volt két-két pilléren, 30 méter magas hídkapukkal. Bécs egyik nevezetessége volt. A második világháború után ez volt az egyetlen épen maradt Duna-híd Bécs és Linz között.
1976. augusztus 1-jén, vasárnap hajnalban, 4 óra 43 perckor a hídszerkezet váratlanul leszakadt, darabjai a Dunába zuhantak. Szerencse a szerencsétlenségben, hogy a katasztrófa forgalommentes időben történt, és csak két jármű volt a hídon. (Egy utasok nélküli autóbusz és egy furgon. Az autóbusz a leszakadt pályán, a vízszint fölött maradt, vezetője megmenekült; a furgon a roncsok alá került, és vezetője, egy 22 éves fiatalember, életet vesztette.)

## A második híd (1919–1976)
A Reichsbrücke egy körülbelül száz éve forgalomba helyezett, négynyílású, rácsos acélszerkezetű híd helyére került. Építése 1934-ben kezdődött és 1937. október 10-én adták át a forgalomnak. A mederhídhoz ártéri nyílások csatlakoznak. Az 1933. év első felében tartott, tervpályázattal egybekötött versenytárgyaláson a mederhídra 22 terv érkezett be; ezek közül megépítésre a betonhídfőkbe lehorgonyzott lánchíd tervét fogadták el. A lánchíd támaszköze 372,76 m volt; a pálya csak a középső nyílásban volt felfüggesztve, a szélső nyílásokban nem voltak függesztőrudak. A szerkezet teljes szélessége 26,90 m, amiből 16,50 m volt a kocsipálya. A lánchíd jobbparti pilonját a régi híd egyik megerősített és két végén meghosszabbított pillérén helyezték el, az alépítmény többi része, a bal part közelében levő pillér és a két hídfő újonnan épült.
Amint a későbbiekben kiderült, a híd törése a bal part közelében levő, újonnan épült pillérnél indult meg. A pillér légnyomásos alapozással készült; a vasbeton keszon 36,00 m hosszú, 11,60 m széles és 9 m magas volt, ezen belül a munkakamra magassága 2,20 m. A szekrényt kereken 19 m-re süllyesztették le a víz alá. Ezután a munkakamrából végzett fúrások alapján megállapították, hogy további 7–8 m mélységig nincs nagyobb teherbírású réteg. Ezért a további süllyesztéstől elálltak és a talajnyomás csökkentésére a szekrény alapterületét a vágóélen túlnyúló konzolok beépítésével megnövelték. A pillér beton felmenő falazatát a mederfenék alatti részen előre gyártott betonelemekkel, a mederfenék felett pedig gránittal burkolták.
A pilonsarukat egy-egy 4,00 × 3,60 m alapterületű, 2,05 m magas acél tartórácsra helyezték, amelyek 20 cm vastag vasalt kiegyenlítő betonon állnak. Ezt a két acél tartórácsot ki kellett betonozni. A két sarut alátámasztó rész közötti térben mintegy 6 m magasságban takaréküregek voltak. Végeredményben tehát a pilonsarukat alátámasztó két tartórács alatt nem volt végigmenő vasbetonszerkezeti gerenda, hanem egy-egy kb. 4,00 m magas vasalatlan betonpillér, amelyek nem voltak egymással összekötve. Az alapok építése során a talajviszonyokról szerzett kedvezőtlen tapasztalatok alapján bebizonyosodott, hogy a lánc a hídfőkbe kellő biztonsággal nem horgonyozható le. Ezért az eredeti tervet megváltoztatták és a hidat a merevítőtartó két végébe, tehát önmagába lehorgonyzott lánchíddá alakították át. Ezért a lánchíd szélső nyílásaiban eredetileg független szerkezetként tervezett balparti 6 főtartós egynyílású acélhíd és jobbparti 3 nyílású acélhíd elmaradt; a középnyílás merevítőtartóját tovább kellett vezetni a szélső nyílásokban is. Így egy 372,76 m hosszú egységes merevítőtartót alakítottak ki, amelynek maximális vízszintes erőt kellett a lánc lehorgonyzásából felvennie. A merevítőtartóban a pilonoknál csuklók voltak beépítve; a jobb parti oldalnyílásban a szerkezetet két ingaoszloppal is alátámasztották.

## Képek

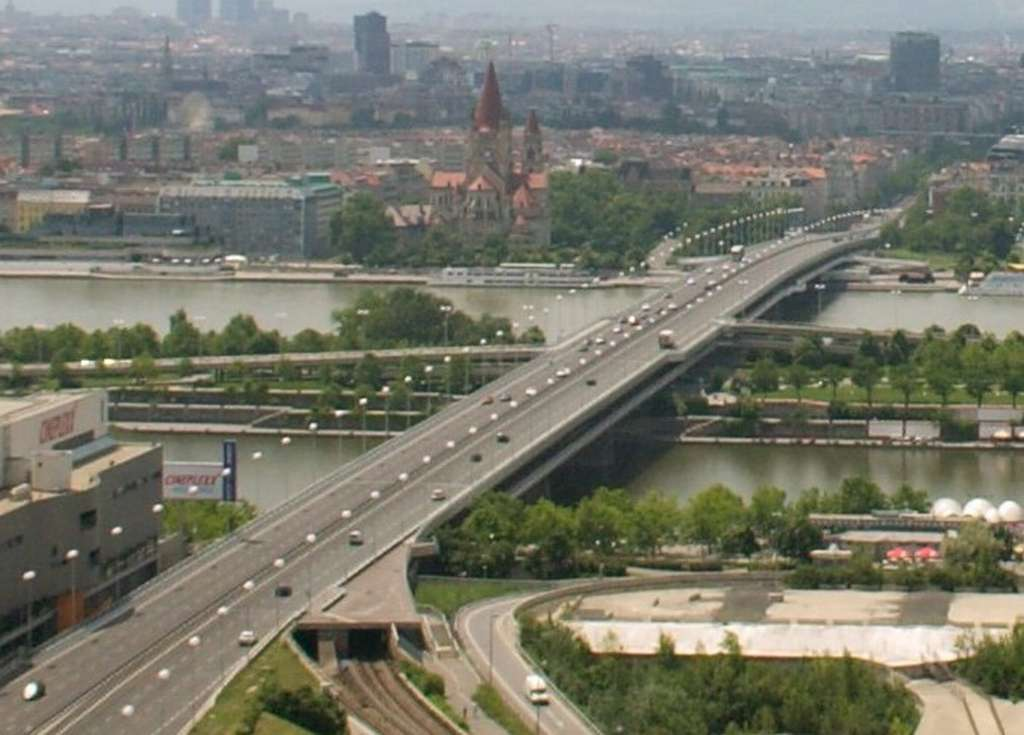
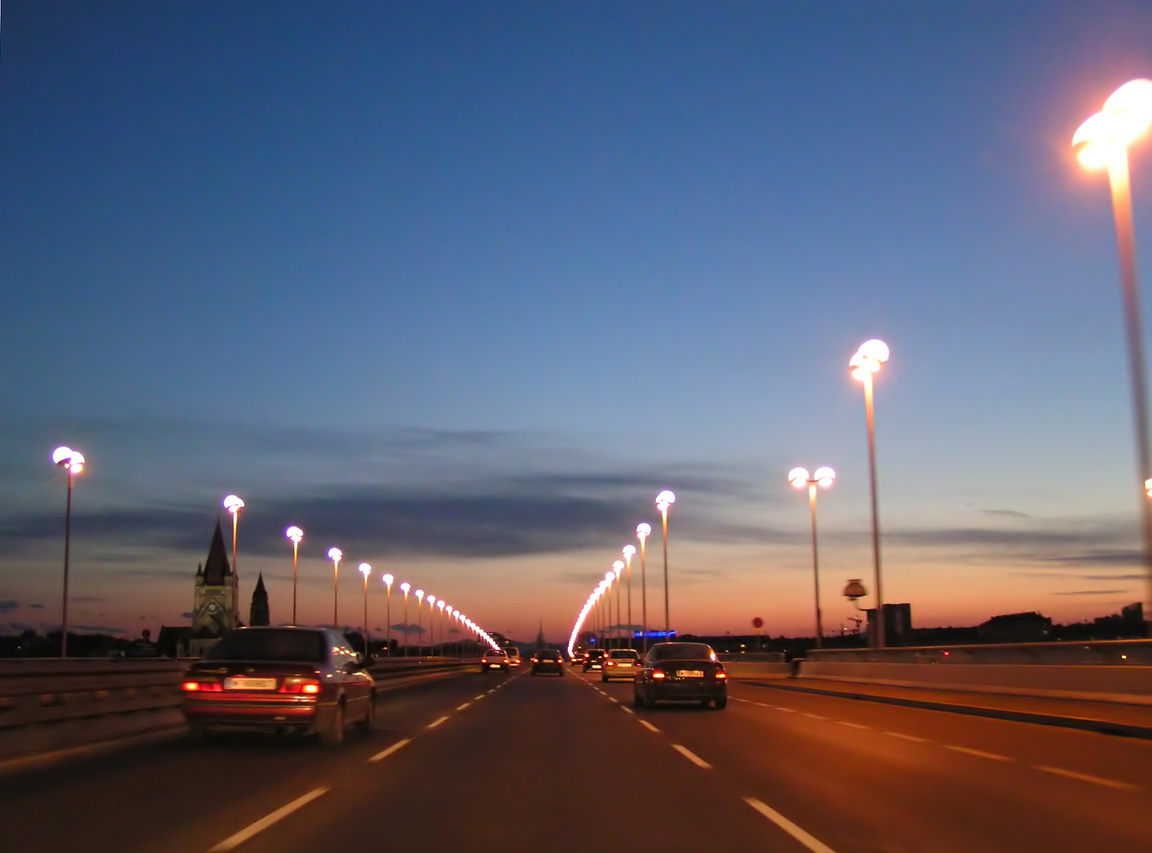
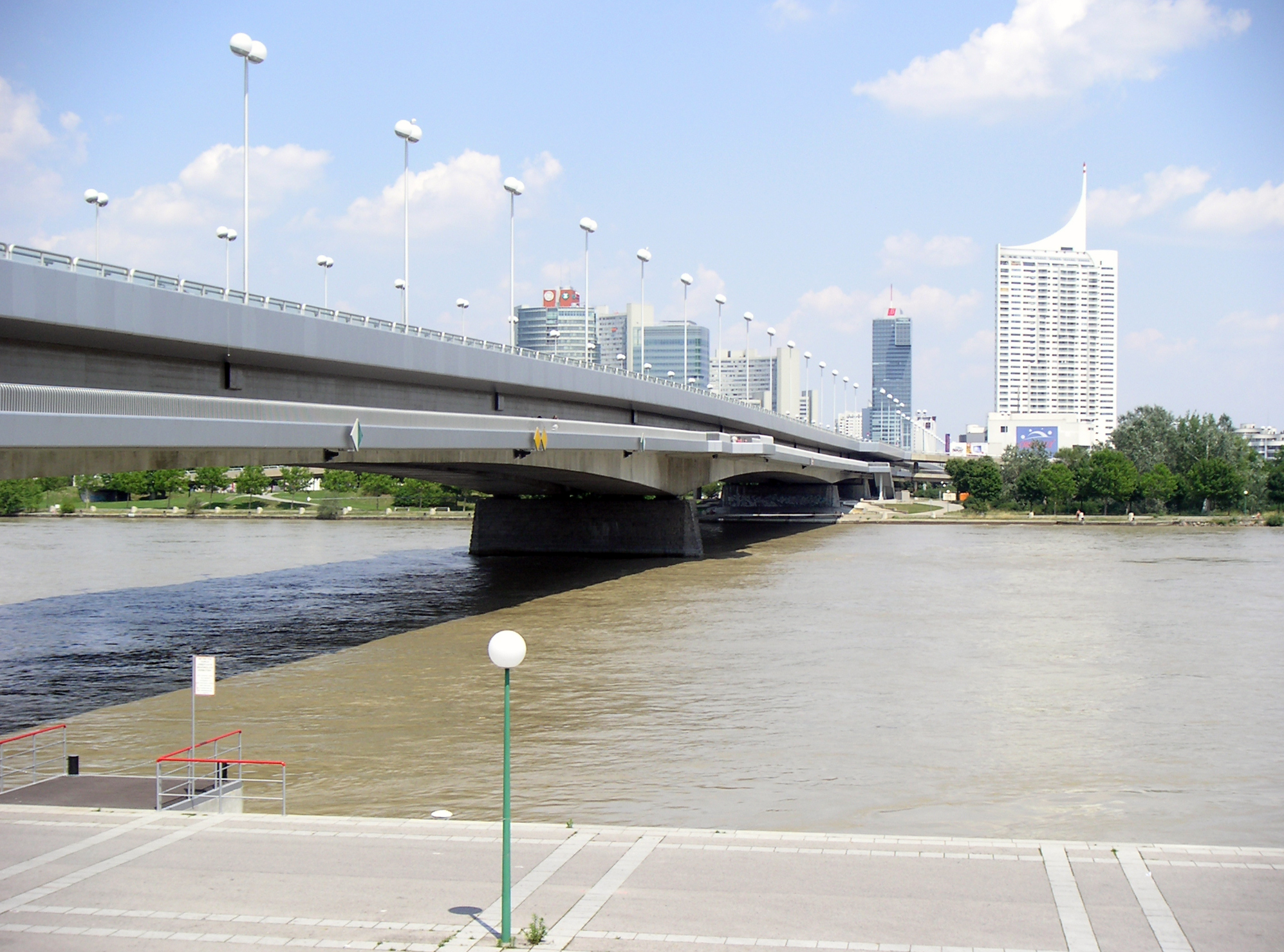

## Fordítás
- Ez a szócikk részben vagy egészben  a   Reichsbrücke című német Wikipédia-szócikk fordításán alapul.  Az eredeti cikk szerkesztőit annak laptörténete sorolja fel. Ez a jelzés csupán a megfogalmazás eredetét és a szerzői jogokat jelzi, nem szolgál a cikkben szereplő információk forrásmegjelöléseként.
- Ez a szócikk részben vagy egészben  a   Reichsbrücke című angol Wikipédia-szócikk fordításán alapul.  Az eredeti cikk szerkesztőit annak laptörténete sorolja fel. Ez a jelzés csupán a megfogalmazás eredetét és a szerzői jogokat jelzi, nem szolgál a cikkben szereplő információk forrásmegjelöléseként.